# 코후테크 혜성
코후테크 혜성(영어: Comet Kohoutek, C/1973 E1)은 1973년 3월 7일 체코의 천문학자 루보시 코후테크(Lubos Kohoutek)가 발견한 장주기 혜성이다. 1973년 12월 28일 근일점에 도달했다. 처음 이 혜성이 발견되고 나서 언론에서는 이 혜성을 "세기의 혜성"(Comet of the Century)이라고 불렀다. 그러나 이후 이 혜성의 밝아지는 속도가 느려지면서 처음과 달리 최대밝기 -3등성을 기록했다. 그렇지만 이 혜성은 그래도 육안으로 쉽게 볼 수 있을 정도의 밝기를 유지했다. 또 코후테크 혜성은 최고길이 25도(보름달 50개 분)에 이르는 긴 꼬리를 자랑했다.(반향 꼬리 포함)

## 같이 보기
- 아이손 혜성
- 이케야-세키 혜성
- 오르트 구름